# رود اندگریکا
 رود اندگریکا رودی است به دریای سیبری شرقی می‌ریزد. این رود از کشور روسیه می‌گذرد.